# 고향의 노래
"고향의 노래"는 한국에서 제작된 윤봉춘 감독의 1954년 영화이다. 이선경 등이 주연으로 출연하였고 방의석 등이 제작에 참여하였다.
1954년 5월 개봉된 영화로, 이구영 각본, 윤봉춘(尹逢春) 감독, 이선경(李善慶)·김신재(金信哉)가 주연한 영화였다. 환도 후에 제작된 영화 가운데서 가장 주목을 받은 작품이었고, 제4회 서울시 문화상 영화 부문상을 수상했다.

## 출연

### 주연
- 이선경
- 김신재
- 한은진
- 하연남

## 기타
- 조명: 김성춘